# Nickola Shreli
Nickola Shreli (ur. 30 lipca 1981 w Detroit) – amerykański aktor pochodzenia albańskiego.

## Filmografia

### Filmy
| Rok  | Tytuł               | Rola            |
| ---- | ------------------- | --------------- |
| 2002 | 8. mila             |                 |
| 2009 | Znajomi cudzoziemcy | Prella          |
| 2011 | Cargo               | Leroy           |
| 2011 | Porwanie            | Alek            |
| 2011 | Hostel 3            | Viktor          |
| 2012 | Second Coming       | partyzant       |
| 2012 | Mafia               | człowiek z rogu |
| 2015 | Tylko kasa          | Elvis Martini   |
| 2019 | Killerman           | Leon Duffo      |
| 2019 | Krytyczna godzina   | Hendrix         |

### Seriale
| Rok  | Tytuł                               | Rola            | Uwagi                |
| ---- | ----------------------------------- | --------------- | -------------------- |
| 2006 | Prawo i porządek: Zbrodniczy zamiar | Tommy           | Odcinek 9 sezonu 6   |
| 2013 | Low Winter Sun                      | Gus             | Odcinki 1-8 i 10     |
| 2014 | Czerwona droga                      | Duke            | Odcinki 5-6 sezonu 1 |
| 2017 | APB                                 | Randall Hatcher | Odcinek 1            |